# Walvis Bay
Walvis Bay (afrikaans i nizozemski: Walvisbaai, njemački: Walfischbucht ili Walfischbai, u značenju „Zaljev kitova”) je lučki grad u Namibiji, te zaljev u kojem se grad nalazi.

## Povijest
Portugalski moreplovac Bartolomeu Dias je usidrio svoj zapovjedni brod São Cristóvão 8. prosinca 1487., u Walvis Bayu. Njegov zadatak je bio otkriti morski put prema istoku preko Rta dobre nade. Zaljev je nazvao „O Golfo de Santa Maria da Conceição”. Portugalci tada nisu službeno zauzeli to područje.
Grad se počeo znatnije trgovački razvijati tek tijekom utrke za Afriku, kada je Velika Britanija 1878. anektirala Walvis Bay i okolni teritorij, kako bi preduhitrila Nijemce u tom području. Teritorij je priključen Kapskoj koloniji. Godine 1910. grad i cijela kolonija postali su dio novoosnovane Južnoafričke Unije. U to vrijeme izbija spor s Njemačkom oko granica ove enklave. Spor je riješen 1911. time da je Walvis Bay sveden na 1,124 km².
U prvom svjetskom ratu Nijemci zauzimaju teritorij, ali ih 1915. izbacuju južnoafričke snage. Walvis Bay biva priključen Jugozapadnoj Africi. Upravu nad tim teritorijem Liga naroda dodjeljuje Južnoafričkoj Uniji. Predviđajući gubitak kontrole nad Jugozapadnom Afrikom, vlada Južne Afrike 1971. ponovno vraća kontrolu nad Walvis Bayom upravi Kapske pokrajine.
Kako ne bi izgubila kontrolu nad tim područjem zbog djelovanja oslobodilačkog pokreta SWAPO, vlada Južne Afrike 1977. uvodi izravnu vlast nad Walvis Bayom. Iduće godine Vijeće sigurnosti UN-a predvidjelo je pregovore između Južne Afrike i Jugozapadne Afrike o statusu Walvis Baya.
Godine 1990., Jugozapadna Afrika stječe nezavisnost pod nazivom Republika Namibija, ali Walvis Bay ostaje pod južnoafričkom upravom. Kontrola nad tim područjem ustupljena je Namibiji tek 28. veljače 1994. godine.

## Gospodarstvo
Zbog prirodne luke i važnog strateškog položaja na morskom putu oko Rta dobre nade, Walvis Bay je godinama ima vrlo kompliciran politički status koji je rezultat nadmetanja svjetskih sila za ovaj teritorij.
Grad se nalazi na delti rijeke Kuiseb, a od važnijih prometnih putova u njega vodi željeznica TransNamib i državna cesta B2.
Zbog širokog zaljeva i pješčanih dina, grad je turističko središte Namibije. Glavne atrakcije ovog područja su mnoge dine, među kojima i najveća Dina 7, umjetni otok Bird Island na kojem se skuplja guano, bogata ornitofauna, te muzej. U gradu se nalazi i stadion Kuisebmund. 

## Vanjske poveznice
- Gradsko vijeće Walvis Baya
- Pomorska luka Walvis Baya
- Zračna luka Walvis Baya  Arhivirana inačica izvorne stranice od 4. svibnja 2006. (Wayback Machine)